# Castillo de Llers
Llers que en la Edad Media era una plaza fronteriza entre los condados de Besalú y el de Ampurias, ha sido un punto estratégico desde tiempos antiguos, y esta importancia estratégica, es una de las probables razones de la construcción del castillo en este lugar. El castillo de Llers, junto con los otros once castillos que dependían, formaron una red defensiva de gran importancia. Las primeras noticias documentadas del lugar son del siglo X. En el siglo XII en documentos relacionados con la casa de Besalú, y posteriormente con la casa de Barcelona, ya aparece el linaje de los Llers. En la segunda mitad del siglo XII, Arnau de Llers reunió sus posesiones las de los Cerviá, por parte paterna, y la baronía de Llers por parte de madre.